# Mohamed Sini
Mohamed Sini (Marrakech, 27 juli 1957) is een Nederlands politicus namens de PvdA.
Sini kwam op zijn vijftiende in Nederland en doorliep de lts, mts en de sociale academie. Gedurende acht jaar (1998-2006) was hij gemeenteraadslid in Utrecht. Hij was werkzaam als directeur grotestedenbeleid bij ROC Midden-Nederland en adviseur van de korpsleiding van de Nationale Politie. Sini was de eerste voorzitter van het Contactorgaan Moslims en Overheid, waarin zeven moslimkoepelorganisaties vertegenwoordigd waren. Ook was hij kwartiermaker voor een nieuwe imamopleiding aan de Hogeschool Inholland.
In 2009 ontving Sini de onderscheiding officier in de Orde van Oranje-Nassau.
Op 6 december 2016 werd hij geïnstalleerd als lid van de Eerste Kamer der Staten-Generaal in de vacature die ontstond door het vertrek van PvdA-senator Ruud Vreeman. Na de Eerste Kamerverkiezingen 2019 keerde hij niet terug.
Sini is lid van het Ambassadeursnetwerk van de stichting Taal Doet Meer in Utrecht.
- International Standard Name Identifier: 0000 0003 9298 6593
- Nederlandse Thesaurus van Auteursnamen: 085482641
- Parlement.com: vjs4j3hd78k2
- Virtual International Authority File: 287124509
- WorldCat: E39PBJptXtvGMB36BC9JC9BXVC